# Catedral de Battambang
La Catedral de Battambang (en francés: Cathédrale de Battambang) fue un edificio de la Iglesia católica en la localidad de Battambang en la provincia del mismo nombre que fue construida durante el gobierno colonial francés en Camboya y que fue destruida en 1975 durante la guerra civil camboyana por el régimen de los Jemeres rojos.
Entre 1975 y 1979 toda práctica religiosa fue prohibida en el país y las tierras y todo el complejo religioso circundante fueron confiscados y se le dieron diferentes usos.